# Eren Özen
Eren Özen (* 7. August 1983 in Bursa) ist ein türkischer Fußballspieler, der für Hatayspor spielt.

## Karriere
Özen begann mit dem Vereinsfußball in der Jugend von Yalovaspor und ging anschließend, mit einem Profivertrag versehen, in die Jugend vom Gençlerbirliği Ankara. 2005 wurde er samt Ablösesumme zur Zweitmannschaft Gençlerbirliği Ankaras, an den damaligen Gençlerbirliği ASAŞ abgegeben. Hier erkämpfte er sich sofort einen Stammplatz und stieg in seiner ersten Saison als Vizemeister der TFF 2. Lig in die TFF 1. Lig auf. Zum Sommer 2006 wechselte er samt Ablösesumme zu diesem Verein. Die Saison 2006/07 beendete er mit seiner Mannschaft als Meister der TFF 1. Lig und erreichte damit den direkten Aufstieg in die Süper Lig. Nachdem er ein Jahr für Gençlerbirliği OFTAŞ in der Süper Lig gespielt hatte, wechselte er zum Zweitligisten Malatyaspor.
Zum Sommer 2009 wurde sein Wechsel zum Zweitligisten Gaziantep Büyükşehir Belediyespor bekanntgegeben.
Zum Sommer 2013 wechselte er innerhalb der Liga zum Süper-Lig-Absteiger Orduspor. Am Ende der Saison verpasste man erst in den Play-offs den direkten Wiederaufstieg in die erste Liga. Zur Saison 2014/15 wechselte Özen zum Neuaufsteiger Alanyaspor. Bereits zum Saisonende verließ er diesen Klub wieder.
Nachdem er die Hinrunde der Saison 2015/16 beim Zweitligisten Balıkesirspor verbracht hatte, wechselte er zur Rückrunde zum Drittligisten Hatayspor.

## Erfolge
Gençlerbirliği ASAŞ
- Vizemeister der TFF 2. Lig und Aufstieg in die TFF 1. Lig: 2005/06
- Meister der TFF 1. Lig und Aufstieg in die Süper Lig: 2006/07